# 널 병합 연산자
널 병합 연산자(null coalescing operator)는 여러 프로그래밍 언어의 기본 조건식 구문의 일부인 이항 연산자이다. 버전 2.0 이후의 C 샤프, 버전 1.12.0 이후의 다트, 버전 7.0.0 이후의 PHP, 펄은 버전 5.10부터 논리 정의 또는, 파워셸은 7.0.0부터, 스위프트는 nil-coalescing 연산자라는 이름으로 지원된다.
구현마다 동작이 다르지만 널 병합 연산자는 일반적으로 가장 왼쪽 피연산자가 존재하고 널이 아닌 경우 결과를 반환하고, 그렇지 않으면 가장 오른쪽 피연산자를 반환한다. 이 동작을 통해 더 구체적인 값을 사용할 수 없는 경우 기본값을 정의할 수 있다.
삼항 조건부 if 연산자가  x ? x : y. 그러나 x ?: y로 사용되는 이진 엘비스 연산자와 마찬가지로 널 병합 연산자는 이진 연산자이므로 피연산자를 최대 한 번 평가한다. 이는 x 평가에 부작용이 있는 경우 중요하다.

## 같이 보기
- 엘비스 연산자
- 널 조건부 연산자
- 연산자 (프로그래밍)